# Cantón de Creil-Sur
El cantón de Creil era una división administrativa francesa, que estaba situada en el departamento de Oise y la región de Picardía.

## Composición
El cantón estaba formado por una fracción de la comuna que le daba su nombre:
- Creil (fracción)

## Supresión del cantón de Creil
En aplicación del Decreto n.º 2014-196 de 20 de febrero de 2014, el cantón de Creil fue suprimido el 22 de marzo de 2015 y su fracción de comuna pasó a formar parte del nuevo cantón de Creil.